# الحناکیه
الحِناکیه (به عربی: الحناكية) شهرستانی است در استان مدینه عربستان سعودی.